# Cantó de Saint-Savin (Viena)
El cantó de Saint-Savin és un cantó francès del departament de la Viena, situat al districte de Montmorillon. Té 9 municipis i el cap és Saint-Savin.

## Municipis
- Angles-sur-l'Anglin
- Antigny
- Béthines
- La Bussière
- Nalliers
- Saint-Germain
- Saint-Pierre-de-Maillé
- Saint-Savin
- Villemort

## Història
| Data d'elecció                           | Identitat            | Partit                           | Qualitat |
| ---------------------------------------- | -------------------- | -------------------------------- | -------- |
| 1945-1958                                | Adrien André         | Rad.                             |          |
| 1958-1982                                | Fernand Chaussebourg | MRP, després CD, després UDF-CDS |          |
| 1982-1988                                | Jean-Marie Gabette   | RPR                              |          |
| 1988-                                    | Michel Brouard       | PCF                              |          |
| les dades anteriors no són pas conegudes |                      |                                  |          |
|                                          |                      |                                  |          |

## Demografia
| A partir de 1990: Població sense dobles comptes |